# Демократическая партия (Таиланд)
«Демократическая партия» (тайск. พรรคประชาธิปัตย์, Phak Prachathipat) — старейшая из существующих политических партий Таиланда. Была основана Ковитом Апайвонгом 6 апреля 1946 года как партия консерваторов и роялистов после первого тура парламентских выборов в январе 1946 года.
Партия придерживается идеологии правоцентризма, роялизма и социального консерватизма. В 2007 году лидер партии Апхисит Ветчачива взял на вооружение популисткую политику партии «Тай Рак Тай». После переворота 2006 года партия стала на сторону военной хунты. Некоторые партийные руководители возглавляют также «Народный альянс за демократию». Сторонники партии в основном сосредоточены в Бангкоке и на юге Таиланда.

## История

### Основание партии
«Демократическая партия» была основана Куангом Апайвонгом 5 апреля 1946 года, но партия считает 6 апреля днём основания партии, что совпадает с Днём памяти Чакри. Среди первых членов были роялисты, выступавшие против Приди Паномионга, и бывшие члены подпольного сопротивления Свободного Таиланда. Партия конкурировала с партиями, связанными с Приди Паномионгом, и «Прогрессивной партией» братьев Сени и Кыкрита Прамотов. На выборах в январе 1946 года коалиция, возглавляемая Приди, получила большинство в парламенте. Парламент назначил Куанга премьер-министром, но он ушёл в отставку в марте 1946 года и его заменил Приди. Позже «Прогрессивная партия» объединилась с «Демократической партией».

### Обвинение против Приди Паномионга
После смерти короля Ананды Махидона в 1946 году «Демократическая партия» обвинила Приди в том, что он был вдохновителем смерти короля, и распространила эту пропаганду по всей столице. Жена Сени Прамота сообщила временному поверенному в делах США, что Приди убил короля, а члены «Демократической партии» распространили ту же информацию в посольстве Великобритании. Через несколько дней после смерти короля депутат-демократ выкрикнул: «Приди убил короля!» посреди переполненного театра.

## Лидеры партии на посту премьер-министра Таиланда
| Имя               | Портрет | Период правления                                                                                  | Выборы                 |
| ----------------- | ------- | ------------------------------------------------------------------------------------------------- | ---------------------- |
| Куанг Апайвонг    |         | 1 августа 1944 – 31 августа 1945 31 января 1946 – 24 марта 1946 10 ноября 1947 – 8 апреля 1948    | 1946; 1947-1948        |
| Сени Прамот       |         | 17 сентября 1945 – 31 января 1946 15 февраля 1975 – 13 марта 1975 20 апреля 1976 – 6 октября 1976 | 1975; 1976             |
| Чуан Ликпай       |         | 20 сентября 1992 – 19 мая 1995 9 ноября 1997 – 9 февраля 2001                                     | 1992, 1995, 1996, 2001 |
| Апхисит Ветчачива |         | 17 декабря 2008 – 5 августа 2011                                                                  | 2007, 2011, 2019       |

## Электоральные результаты

### Парламентские выборы
| Выборы      | Мест получено | Всего голосов   | %               | Результат                                                                        | Лидер              |
| ----------- | ------------- | --------------- | --------------- | -------------------------------------------------------------------------------- | ------------------ |
| 1948        | 54 из 99      |                 |                 |                                                                                  | Куанг Апайвонг     |
| 1957 (Фев)  | 31 из 283     |                 |                 | ▲31 место                                                                        | Куанг Апайвонг     |
| 1957 (Дек)  | 39 из 160     |                 |                 | ▲9 мест                                                                          | Куанг Апайвонг     |
| 1969        | 57 из 219     |                 |                 | ▲18 мест                                                                         | Сени Прамот        |
| 1975        | 72 из 269     | 3 176 398       | 17,2%           | ▲15 мест; Старший партнер в правящей коалиции (1975) Оппозиция (1975–1976)       | Сени Прамот        |
| 1976        | 114 из 279    | 4 745 990       | 25,3%           | ▲43 места; Старший партнер в правящей коалиции                                   | Сени Прамот        |
| 1979        | 33 из 301     | 2 865 248       | 14,6%           | ▼81 место; Оппозиция (1979–1980) Младший партнер в правящей коалиции (1980–1983) | Танат Хоман        |
| 1983        | 56 из 324     | 4 144 414       | 15,6%           | ▲23 места; Младший партнер в правящей коалиции                                   | Бхичай Раттакул    |
| 1986        | 100 из 347    | 8 477 701       | 22,5%           | ▲44 места; Младший партнер в правящей коалиции                                   | Бхичай Раттакул    |
| 1988        | 48 из 357     | 4 456 077       | 19,3%           | ▼52 места; Младший партнер в правящей коалиции (1988–1990) Оппозиция (1990–1991) | Бхичай Раттакул    |
| 1992 (Март) | 44 из 360     | 4 705 376       | 10,6%           | ▼4 места; Оппозиция                                                              | Чуан Ликпай        |
| 1992 (Сен)  | 79 из 360     | 9 703 672       | 21,0%           | ▲35 мест; Старший партнер в правящей коалиции                                    | Чуан Ликпай        |
| 1995        | 86 из 391     | 12 325 423      | 22,3%           | ▲7 мест; Оппозиция                                                               | Чуан Ликпай        |
| 1996        | 123 из 393    | 18 087 006      | 31,8%           | ▲37 мест; Оппозиция (1996–1997) Старший партнер в правящей коалиции (1997–2001)  | Чуан Ликпай        |
| 2001        | 128 из 500    | 7 610 789       | 26,6%           | ▲5 мест; Оппозиция                                                               | Чуан Ликпай        |
| 2005        | 96 из 500     | 4 018 286       | 16,1%           | ▼32 места; Оппозиция                                                             | Банят Бантадтан    |
| 2006        | 0 из 500      |                 |                 | Бойкотировано - аннулированы                                                     | Апхисит Ветчачива  |
| 2007        | 165 из 480    | 14 084 265      | 39,63%          | ▲69 мест; Оппозиция (2008) Старший партнер в правящей коалиции (2008–2011)       | Апхисит Ветчачива  |
| 2011        | 159 из 500    | 11 433 762      | 35,15%          | ▼14 мест; Оппозиция                                                              | Апхисит Ветчачива  |
| 2014        | 0 из 500      | Недействительны | Недействительны | Бойкотировано - аннулированы                                                     | Апхисит Ветчачива  |
| 2019        | 53 из 500     | 3 947 726       | 11,11%          | ▼106 мест; Младший партнер в правящей коалиции                                   | Апхисит Ветчачива  |
| 2023        | 22 из 500     | 925 349         | 2,44%           | ▼31 место; Оппозиция                                                             | Чурин Лаксанависит |

### Губернаторские выборы в Бангкоке
| Выборы | Кандидат              | Голосов   | %      | Результат |
| ------ | --------------------- | --------- | ------ | --------- |
| 1975   | Тамманун Тьен-нгерн   | 99 247    | 39,13% | Избран    |
| 1985   | Чана Рунгсанг         | 241 001   | 25,35% | Проиграл  |
| 1990   | Правит Ручиравонг     | 60 947    | 5,50%  | Проиграл  |
| 1992   | Бхичит Раттакул       | 305 740   | 40,39% | Проиграл  |
| 2000   | Ванастхана Саякул     | 247 650   | 11,17% | Проиграл  |
| 2004   | Апирак Косайодхин     | 911 441   | 38,20% | Избран    |
| 2008   | Апирак Косайодхин     | 991 018   | 45,93% | Избран    |
| 2009   | Сукхумбханд Парибатра | 934 602   | 44,41% | Избран    |
| 2013   | Сукхумбханд Парибатра | 1 256 349 | 47,75% | Избран    |
| 2022   | Сучатви Сувансават    | 254 723   | 9,60%  | Проиграл  |

### Выборы в столичный совет Бангкока
| Выборы | Мест получено | Голосов | %      | Результат           |
| ------ | ------------- | ------- | ------ | ------------------- |
| 1990   | 1 из 57       |         |        | ▲1 место            |
| 1994   | 8 из 55       |         |        | ▲7 мест             |
| 1998   | 24 из 60      |         |        | ▲16 мест            |
| 2002   | 28 из 61      |         |        | ▲4 места            |
| 2006   | 35 из 57      |         |        | ▲7 мест             |
| 2010   | 45 из 61      |         |        | ▲10 мест            |
| 2022   | 9 из 50       | 348 852 | 15,06% | ▼36 мест; Оппозиция |